# Division d'Honneur 1936-37
La Primera División de Bélgica 1936/37 fue la 37.ª temporada de la máxima competición futbolística en Bélgica.

## Tabla de posiciones
| Pos | Equipo                      | PJ | PG | PE | PP | GF | GC  | Pts | DG  | Notas                    |
| --- | --------------------------- | -- | -- | -- | -- | -- | --- | --- | --- | ------------------------ |
| 1   | Daring Club de Bruxelles    | 26 | 17 | 5  | 4  | 61 | 20  | 39  | +41 |                          |
| 2   | Beerschot                   | 26 | 17 | 4  | 5  | 75 | 32  | 38  | +45 |                          |
| 3   | Royale Union Saint-Gilloise | 26 | 15 | 6  | 5  | 67 | 30  | 36  | +37 |                          |
| 4   | K Liersche SK               | 26 | 16 | 1  | 9  | 64 | 39  | 33  | +25 |                          |
| 5   | SC Anderlechtois            | 26 | 12 | 6  | 8  | 59 | 55  | 30  | +4  |                          |
| 6   | White Star AC               | 26 | 13 | 3  | 10 | 68 | 49  | 29  | +19 |                          |
| 7   | Standard Liège              | 26 | 13 | 3  | 10 | 58 | 42  | 29  | +4  |                          |
| 8   | Royal Antwerp FC            | 26 | 10 | 6  | 10 | 50 | 47  | 26  | +3  |                          |
| 9   | La Gantoise                 | 26 | 10 | 6  | 10 | 50 | 47  | 26  | +3  |                          |
| 10  | RFC Brugeois                | 26 | 9  | 7  | 10 | 39 | 40  | 25  | -1  |                          |
| 11  | RFC Malinois                | 26 | 7  | 8  | 11 | 47 | 53  | 22  | -6  |                          |
| 12  | KM Lyra                     | 26 | 4  | 7  | 15 | 41 | 88  | 15  | -47 |                          |
| 13  | K.V. Turnhout               | 26 | 2  | 5  | 19 | 33 | 103 | 9   | -70 | Descenso a la Division I |
| 14  | RC Malines                  | 26 | 1  | 5  | 20 | 30 | 97  | 7   | -67 | Descenso a la Division I |

PJ = Partidos jugados; PG = Partidos ganados; PE = Partidos empatados; PP = Partidos perdidos; GF = Goles a favor; GC = Goles en contra; Pts = Puntos; DG = Diferencia de goles